# Tabula Hebana

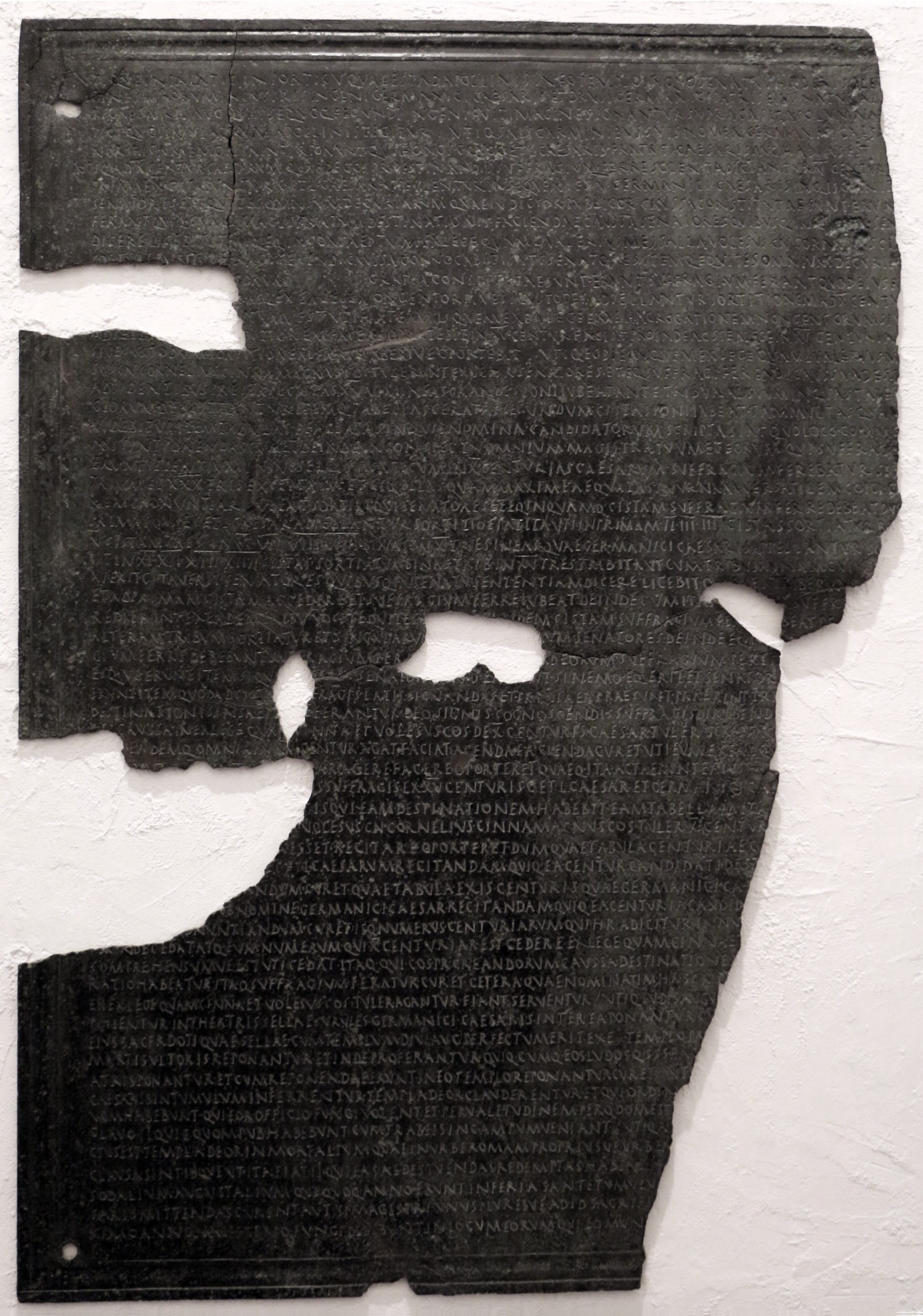
Tabula hebana

Tabula Hebana ist die moderne Bezeichnung einer römischen Inschrift, die in Heba in Etrurien (heute Sant’Andrea di Magliano, Ortsteil von Magliano in Toscana) gefunden wurde. Sie enthält Fragmente eines Senatsbeschlusses, die ebenso wie die Fragmente der Tabula Siarensis sowie weitere Fragmente aus Todi und Rom einem Dossier zuzuordnen sind, das einen Senatsbeschluss und ein darauf aufbauendes Gesetz der Konsuln von 20 n. Chr. (Lex Valeria Aurelia) mit Ehrenbeschlüssen für den 19 n. Chr. verstorbenen Germanicus enthielt. Die Tabula Hebana, die 1947 erstmals publiziert wurde, gibt Auskunft darüber, dass durch das Gesetz lex Valeria Cornelia ein aus Senatoren und Rittern bestehendes Gremium geschaffen wurde, das für die Prätur und das Konsulat die geeignetsten Kandidaten vorausbestimmte.